# 小鶴 (茨城町)
小鶴（こづる）は、茨城県東茨城郡茨城町の大字。

## 地理
茨城町の中央部に位置し、北と東は長岡、西は大戸、越安、南は涸沼川を隔てて奥谷、下土師と隣接する。宿通りである県道16号沿線には、昔からの商店や住宅が建ち並ぶが、南側の涸沼川沿いは田園地帯となっている。西側にはかつての工場跡地を再開発したサンシティ小鶴、台地を切り開いて造成したグリーンヒル小鶴団地など、新興住宅地もある。

## 小字
以下の小字がある。
- 新家
- 飯塚
- 池
- 石原
- 後久保
- 美前
- 榎前
- 梶
- かなくつ
- 上腰当
- 上正神場
- 上溝下
- 亀形
- かめなり
- 行人台
- ククリ
- グミの木
- 倉作
- 小柄
- 腰当
- 五反田
- 小見道
- 小山
- 権三
- 坂下
- 四反田
- 下蛭田
- 下べい
- 清水
- 宿
- 宿後
- 宿保内
- 正保内
- 白粉田
- 神田
- 角田
- 関田
- 千才
- 種井尻
- 町長
- 大根田
- 出口
- 寺家前
- 天王台
- 稲荷
- 稲荷山
- 堂周
- 堂田
- 堂内
- 遠原
- 外柳
- 内前
- 中畑
- 七曲
- 縄下田
- 西
- 根元前
- 樋口
- 蛭田
- 弁才天
- 細内
- 細田尻
- 町池
- 町尻
- 町田
- 溝下
- 三反田
- 弥陀前
- 峯岸
- 宮前
- 宮前谷津
- 麦入免
- 門場
- 薬師堂
- 弥ッ田
- 柳町
- 谷原
- 湯前
- 横口
- 横田
- 寄割
- 六反田

## 歴史
- 1889年（明治22年）：小鶴村と常井村、近藤村、大戸村、馬渡村、（旧）長岡村、前田村、谷田部村が合併し、東茨城郡長岡村が誕生。小鶴村は長岡村大字小鶴に
- 1933年（昭和8年）12月30日：水戸電気鉄道線の常陸長岡 - 小鶴間が開通。
- 1934年（昭和9年）11月1日：水戸電気鉄道線の小鶴 - 奥ノ谷間が開通。
- 1938年（昭和13年）：水戸電気鉄道線が全線廃止。
- 1955年（昭和30年）2月11日：長岡村が町政施行を行い東茨城郡長岡町に。同日、川根村、上野合村、鹿島郡沼前村と合併し、東茨城郡茨城町が誕生。茨城町大字小鶴になる。

## 世帯数と人口
2021年（令和3年）12月31日現在の世帯数と人口は以下の通りである。
| 町丁 | 世帯数  | 人口    |
| ---- | ------- | ------- |
| 小鶴 | 593世帯 | 1,366人 |

## 小・中学校の学区
町立小・中学校に通う場合、学区は以下の通りとなる。
| 番地 | 小学校             | 中学校             |
| ---- | ------------------ | ------------------ |
| 全域 | 茨城町立長岡小学校 | 茨城町立明光中学校 |

## 交通

### 道路
- 北関東自動車道
  - 茨城町ジャンクション - 当地の西端部にある。
- 国道6号
- 茨城県道16号大洗友部線
- 茨城県道18号茨城鹿島線

### バス
| 系統 | 主要経由地                                                                   | 行先                           | 運行会社  |
| ---- | ---------------------------------------------------------------------------- | ------------------------------ | --------- |
|      | 石岡駅・堅倉・奥ノ谷・小鶴橋・小鶴中央・小鶴・長岡・千波・大工町・水戸駅     | 石岡駅・水戸駅                 | ■関東鉄道 |
|      | 鉾田駅・海老沢・奥ノ谷・小鶴橋・小鶴中央・小鶴・長岡・千波・大工町・水戸駅   | 鉾田駅・水戸駅                 | ■関東鉄道 |
|      | 鉾田駅・大和田・奥ノ谷・小鶴橋・小鶴中央・小鶴・長岡・千波・大工町・水戸駅   | 鉾田駅・水戸駅                 | ■関東鉄道 |
|      | 茨城空港・上吉影・奥ノ谷・小鶴橋・小鶴中央・小鶴・長岡・千波・大工町・水戸駅 | 茨城空港・水戸駅               | ■関東鉄道 |
|      | 奥ノ谷坂上・奥ノ谷・小鶴橋・小鶴中央・小鶴・長岡・千波・大工町・水戸駅       | 奥ノ谷坂上・水戸駅             | ■関東鉄道 |
|      | 茨城町役場・奥ノ谷・小鶴橋・小鶴中央・小鶴・矢頭・台町・三高下・水戸駅       | 茨城町役場・県庁バスターミナル | ■関東鉄道 |

## 施設

### 商業施設
- TAIRAYA長岡店
- ローソン茨城町小鶴店
- セブン-イレブン茨城町小鶴店

### 金融機関
- 常陽銀行長岡支店
- 水戸信用金庫茨城町支店

### 公共施設
- 小鶴公民館
- 南町ふれあい集会所 - ツーマンバスの廃車体を改造して1984年8月3日に開所[6]。

### その他施設
- 小鶴商店会まちかどギャラリー - かつての履物店を改装して開館。
- 寺子屋koco・de - かつての呉服店を改装して2016年8月11日に開館。koco・deの名称は「小鶴」の頭文字「k」と「コミュニティー」の「c」、「ここでしか」の「de」から付けられている[7]。

## 祭事
- 小鶴祇園祭 - 毎年7月の第3土日（海の日がある3連休の土日）に、当地内で行われる八坂神社の祭礼。